# Retrovirussen
Retrovirussen (Retroviridae) zijn virussen die hun genetisch materiaal in de vorm van RNA opslaan. Bij de infectie van een gastheercel wordt het virale RNA gekopieerd in een DNA-molecuul, dat vervolgens kan integreren in het genoom van de gastheercel. De DNA-kopie wordt gemaakt door het enzym reverse-transcriptase. De naam is gekozen omdat dit een omkering is van het normale proces (retro = achterwaarts), waarbij DNA wordt overgeschreven naar RNA.
Retrovirussen infecteren een breed scala aan gastheer-organismen, van dieren tot planten. Bij mensen is het best bestudeerde retrovirus het humaan immunodeficiëntievirus (hiv), de veroorzaker van aids. Hiv infecteert bepaalde cellen van het immuunsysteem, waardoor de afweer ernstig verstoord raakt. Andere retrovirussen, zoals het humane T-lymfotrofe virus (HTLV), kunnen andere aandoeningen veroorzaken, waaronder bepaalde vormen van kanker.
Retrovirussen spelen ook een belangrijke rol in de moleculaire biologie en genetica. Onderzoekers maken gebruik van veilige retrovirussen – zogenaamde lentivirale vectoren – in toepassingen als gentherapie, waarbij ze worden ingezet om een stukje gewenst DNA in cellen te brengen. Retrovirussen worden in onderzoek gebruikt als een systeem voor gene delivery, wat onder meer van nut is bij genbewerking en de ontwikkeling van vaccins.

## Replicatiecyclus
Omdat de gastheercel in het algemeen niet in staat is om deze omzetting van RNA in DNA te maken, bevat het virus een gen voor reverse-transcriptase. Het enzym reverse-transcriptase, aangemaakt in de ribosomen van de gastheercel, zorgt ervoor dat het virale RNA kan worden gekopieerd in DNA in de gastheercel. Reverse-transcriptase betekent letterlijk: 'enzym voor achteruit overschrijven'. Door middel van het enzym integrase kan dit DNA-fragment worden ingebouwd in het genoom van de gastheercel. 
Van enkelstrengs viraal RNA wordt door het enzym een streng DNA gemaakt; deze streng vormt samen met de virale RNA-streng een RNA-DNA-hybride. Nu bevat de enkele DNA-streng de genetische informatie van het virus. Het virale RNA wordt losgekoppeld van het hybride waarna een nieuwe DNA-streng gevormd wordt. Deze is complementair aan het viraal DNA dat zonet gesynthetiseerd is. De DNA-strengen combineren tot één DNA-dubbelstreng. Een restrictie-enzym knipt hierna aan het 5'- en 3'-eind van het dubbelstrengs-DNA, afgekort tot ds-DNA, een DNA-eind. Hierdoor kan het in het DNA van de gastheercel worden ingebouwd. Omdat het viraal DNA nu aanwezig is in het gastheercel-DNA, kan constant de virale genetische code afgelezen worden en worden de eiwitbouwstenen van het virus gemaakt. Nieuw gesynthetiseerd viraal RNA vormt samen met een pakketje eiwitten een eiwitmantel. Deze eiwitmantel en het RNA verlaten de gastheercel door middel van insnoering. Een nieuw virus is geboren en is nu in staat om andere cellen te infecteren.
Hiv is een bekend retrovirus omdat het aids veroorzaakt. Retrovirussen vergroten ook vaak de kans op kanker. Ze vallen daarom onder de oncovirussen.

## Indeling
Indeling van de familie Retroviridae volgens de International Committee on Taxonomy of Viruses:
- Subfamilie: Orthoretrovirinae
  - Geslacht: Alpharetrovirus
  - Geslacht: Betaretrovirus
  - Geslacht: Deltaretrovirus
  - Geslacht: Epsilonretrovirus
  - Geslacht: Gammaretrovirus
- Subfamilie: Spumaretrovirinae
  - Geslacht: Spumavirus